# 孟加拉百科
《孟加拉百科：孟加拉国家百科》（英語：Banglapedia: the National Encyclopedia of Bangladesh）是孟加拉国的首部百科全书，有纸质版、CD版及在线版同时发行，以孟加拉语和英语两种语言写成。其中，纸质版分为14卷，每卷约500页。2003年1月，孟加拉國亞洲學會发行了第一版，內容共有10卷，并计划每两年再版一次。第二版于2012年发行，共14卷。
《孟加拉百科》並非不限主題的百科全書，而是專注在孟加拉國的百科全書。為了構建百科全書，主題被定義為歷史上由孟加拉蘇丹國、孟加拉蘇巴、孟加拉管轄區、東孟加拉、東巴基斯坦和獨立的孟加拉國所組成的區域。